# Melanochyla angustifolia
Melanochyla angustifolia är en sumakväxtart som beskrevs av Joseph Dalton Hooker. Melanochyla angustifolia ingår i släktet Melanochyla och familjen sumakväxter. Inga underarter finns listade i Catalogue of Life.